# Andırın (district)
Andırın ligt in de provincie Kahramanmaraş, in Turkije. Het district telt 41.051 inwoners (2000). Daarvan wonen 8.311 mensen in de plaats Andırın. De oppervlakte van het district Andırın is 1.162 km² (bevolkingsdichtheid: 35 inw/km²).
De belangrijkste bezienswaardigheid van Andırın is het Azgıt Kasteel.
Afşin · Andırın · Çağlayancerit · Ekinözü · Elbistan · Kahramanmaraş · Göksun · Nurhak · Pazarcık · Türkoğlu